# Dipodarctus anaholiensis
Espèce
Dipodarctus anaholiensis est une espèce de tardigrades de la famille des Halechiniscidae.

## Distribution
Cette espèce se rencontre dans l'océan Pacifique à Hawaï, dans l'océan Indien aux Maldives et dans la mer Méditerranée en Italie et à Malte.

## Étymologie
Son nom d'espèce, composé de anahol[a] et du suffixe latin -ensis, « qui vit dans, qui habite », lui a été donné en référence au lieu de sa découverte, Anahola.

## Publication originale
- Pollock, 1995 : New marine tardigrades from Hawaiian beach sand and phylogeny of the family Halechiniscidae. Invertebrate Biology, vol. 114, no 3, p. 220-235.